# Serie Mundial de Rugby 7 2015-16
La Serie Mundial Masculina de Rugby 7 2015-16 fue la 17.ª temporada del circuito de selecciones nacionales masculinas de rugby 7. El ganador fue Fiyi reteniendo así el título conseguido la temporada pasada. Fue la primera vez que una selección que no sea Nueva Zelanda consigue dos títulos consecutivos.

## Equipos
15 equipos tienen estatus permanente:
| América - Argentina - Canadá - Estados Unidos Europa - Inglaterra - Francia - Portugal - Rusia - Escocia - Gales | África - Sudáfrica - Kenia Oceanía - Australia - Fiyi - Nueva Zelanda - Samoa |

Rusia ganó el torneo clasificatorio de Hong Kong 2015 y obtuvo estatus permanente, mientras que Japón descendió de categoría.

## Formato
Cada torneo se disputó en un fin de semana, a lo largo de dos o tres días. Participan 16 equipos: los 15 de estatus permanente, conocidos como Core teams y un equipo invitado.
Se dividieron en cuatro grupos de cuatro equipos, cada grupo se resolvió con el sistema de todos contra todos a una sola ronda; la victoria otorgó 3 puntos, el empate 2 y l derrota 1 punto.
Los dos equipos con más puntos en cada grupo avanzaron a cuartos de final de la Copa de Oro. Los cuatro ganadores avanzan a semifinales de la Copa de Oro, y los cuatro perdedores a semifinales de la Copa de Plata.
Los dos equipos con menos puntos en cada grupo avanzan a cuartos de final de la Copa de Bronce. Los cuatro ganadores avanzan a semifinales de la Copa de Bronce, y los cuatro perdedores a semifinales de la Copa Shield.

## Calendario
Para la temporada 2015/16, hubo varios cambios en el calendario.
- Se incorporó un décimo torneo, el Seven de Canadá, como complemento al Seven de Estados Unidos.
- El segundo torneo asiático pasó a ser el Seven de Singapur, en sustitución del Seven de Japón.
- El Seven de Francia retornó para sustituir al Seven de Escocia como complemento del Seven de Londres.
- El Seven de Australia se mudó de Gold Coast a Sídney.
- El Seven de Sudáfrica se mudó de Puerto Elizabeth a Ciudad del Cabo.

| Torneo         | Estadio                      | Ciudad          | Fecha              |
| -------------- | ---------------------------- | --------------- | ------------------ |
| Dubái          | The Sevens                   | Dubái           | 4–5 de diciembre   |
| Sudáfrica      | Estadio de Ciudad del Cabo   | Ciudad del Cabo | 12–13 de diciembre |
| Wellington     | Estadio Westpac              | Wellington      | 30–31 de enero     |
| Australia      | Sydney Football Stadium      | Sídney          | 6–7 de febrero     |
| Estados Unidos | Estadio Sam Boyd             | Las Vegas       | 4–6 de marzo       |
| Canadá         | Estadio BC Place             | Vancouver       | 12–13 de marzo     |
| Hong Kong      | Estadio Hong Kong            | Hong Kong       | 8–10 de abril      |
| Singapur       | Estadio Nacional de Singapur | Singapur        | 16–17 de abril     |
| Francia        | Estadio Jean-Bouin           | París           | 13–15 de mayo      |
| Londres        | Estadio de Twickenham        | Londres         | 20–22 de mayo      |

## Torneos
| Torneo                       | Campeón       |
| ---------------------------- | ------------- |
| Seven de Dubái 2015          | Fiyi          |
| Seven de Sudáfrica 2015      | Sudáfrica     |
| Seven de Nueva Zelanda 2016  | Nueva Zelanda |
| Seven de Australia 2016      | Nueva Zelanda |
| Seven de Estados Unidos 2016 | Fiyi          |
| Seven de Canadá 2016         | Nueva Zelanda |
| Seven de Hong Kong 2016      | Fiyi          |
| Seven de Singapur 2016       | Kenia         |
| Seven de Francia 2016        | Samoa         |
| Seven de Londres 2016        | Escocia       |

## Resultados

### Dubái
| Copa   | Ganador   | Marcador | Perdedor   | Semifinalistas                         |
| ------ | --------- | -------- | ---------- | -------------------------------------- |
| Oro    | Fiyi      | 28-17    | Inglaterra | 3.º: Estados Unidos 4.º: Nueva Zelanda |
| Plata  | Sudáfrica | 19-14    | Australia  | Argentina Samoa                        |
| Bronce | Francia   | 24-14    | Escocia    | Kenia Gales                            |
| Shield | Canadá    | 19-17    | Japón      | Portugal Rusia                         |

### Sudáfrica
| Copa   | Ganador   | Marcador | Perdedor       | Semifinalistas          |
| ------ | --------- | -------- | -------------- | ----------------------- |
| Oro    | Sudáfrica | 29-14    | Argentina      | 3.º: Francia 4.º: Kenia |
| Plata  | Fiyi      | 29-19    | Estados Unidos | Australia Nueva Zelanda |
| Bronce | Escocia   | 19-0     | Inglaterra     | Canadá Gales            |
| Shield | Samoa     | 40-5     | Rusia          | Portugal Zimbabue       |

### Wellington
| Copa   | Ganador       | Marcador | Perdedor  | Semifinalistas            |
| ------ | ------------- | -------- | --------- | ------------------------- |
| Oro    | Nueva Zelanda | 24-21    | Sudáfrica | 3.º: Fiyi 4.º: Inglaterra |
| Plata  | Australia     | 21-5     | Argentina | Kenia Estados Unidos      |
| Bronce | Samoa         | 19-7     | Escocia   | Japón Canadá              |
| Shield | Francia       | 14-7     | Rusia     | Portugal Gales            |

### Australia
| Copa   | Ganador       | Marcador | Perdedor  | Semifinalistas            |
| ------ | ------------- | -------- | --------- | ------------------------- |
| Oro    | Nueva Zelanda | 27-24    | Australia | 3.º: Fiyi 4.º: Sudáfrica  |
| Plata  | Argentina     | 24-0     | Kenia     | Estados Unidos Inglaterra |
| Bronce | Canadá        | 17-12    | Samoa     | Escocia Portugal          |
| Shield | Gales         | 26-19    | Rusia     | Japón Francia             |

### Estados Unidos
| Copa   | Ganador       | Marcador | Perdedor  | Semifinalistas                     |
| ------ | ------------- | -------- | --------- | ---------------------------------- |
| Oro    | Fiyi          | 21-15    | Australia | 3.º: Sudáfrica 4.º: Estados Unidos |
| Plata  | Nueva Zelanda | 27-7     | Japón     | Kenia Argentina                    |
| Bronce | Gales         | 21-7     | Francia   | Rusia Escocia                      |
| Shield | Samoa         | 24-12    | Canadá    | Inglaterra Portugal                |

### Canadá
| Copa   | Ganador       | Marcador | Perdedor       | Semifinalistas           |
| ------ | ------------- | -------- | -------------- | ------------------------ |
| Oro    | Nueva Zelanda | 19-14    | Sudáfrica      | 3.º: Australia 4.º: Fiyi |
| Plata  | Samoa         | 31-19    | Estados Unidos | Escocia Gales            |
| Bronce | Canadá        | 19-17    | Francia        | Argentina Inglaterra     |
| Shield | Rusia         | 17-10    | Portugal       | Brasil Kenia             |

### Hong Kong
| Copa   | Ganador    | Marcador | Perdedor       | Semifinalistas                |
| ------ | ---------- | -------- | -------------- | ----------------------------- |
| Oro    | Fiyi       | 21-7     | Nueva Zelanda  | 3.º: Sudáfrica 4.º: Australia |
| Plata  | Inglaterra | 19-0     | Estados Unidos | Kenia Gales                   |
| Bronce | Argentina  | 26-0     | Escocia        | Samoa Francia                 |
| Shield | Rusia      | 19-14    | Canadá         | Portugal Corea del Sur        |

### Singapur
| Copa   | Ganador | Marcador | Perdedor       | Semifinalistas                |
| ------ | ------- | -------- | -------------- | ----------------------------- |
| Oro    | Kenia   | 30-7     | Fiyi           | 3.º: Sudáfrica 4.º: Argentina |
| Plata  | Samoa   | 26-21    | Nueva Zelanda  | Australia Francia             |
| Bronce | Escocia | 14-10    | Estados Unidos | Inglaterra Portugal           |
| Shield | Rusia   | 24-7     | Gales          | Japón Canadá                  |

### París
| Copa   | Ganador   | Marcador | Perdedor   | Semifinalistas              |
| ------ | --------- | -------- | ---------- | --------------------------- |
| Oro    | Samoa     | 29-26    | Fiyi       | 3.º: Francia 4.º: Argentina |
| Plata  | Sudáfrica | 17-7     | Australia  | Nueva Zelanda Kenia         |
| Bronce | Escocia   | 28-10    | Inglaterra | Rusia Estados Unidos        |
| Shield | Portugal  | 24-19    | Gales      | Canadá Brasil               |

### Londres
| Copa   | Ganador       | Marcador | Perdedor  | Semifinalistas                |
| ------ | ------------- | -------- | --------- | ----------------------------- |
| Oro    | Escocia       | 27-26    | Sudáfrica | 3.º: Estados Unidos 4.º: Fiyi |
| Plata  | Nueva Zelanda | 29-14    | Argentina | Inglaterra Francia            |
| Bronce | Gales         | 24-19    | Australia | Canadá Samoa                  |
| Shield | Kenia         | 31-7     | Rusia     | Portugal Brasil               |

## Tabla de posiciones
Cada torneo otorga puntos de campeonato, según la siguiente escala:
- Copa de Oro: 22 puntos al campeón, 19 puntos al subcampeón, 17 puntos al tercero, 15 puntos al cuarto.
- Copa de Plata: 13 puntos al campeón, 12 puntos al subcampeón, 10 puntos a los semifinalistas.
- Copa de Bronce: 8 puntos al campeón, 7 puntos al subcampeón, 5 puntos a los semifinalistas.
- Copa Shield: 3 puntos al campeón, 2 puntos al subcampeón, 1 puntos a los semifinalistas.

| Pos | País           | UAE | RSA | NZL | AUS | USA | CAN | HKG | SIN | FRA | ENG | Puntos |
| --- | -------------- | --- | --- | --- | --- | --- | --- | --- | --- | --- | --- | ------ |
| 1   | Fiyi           | 22  | 13  | 17  | 17  | 22  | 15  | 22  | 19  | 19  | 15  | 181    |
| 2   | Sudáfrica      | 13  | 22  | 19  | 15  | 17  | 19  | 17  | 17  | 13  | 19  | 171    |
| 3   | Nueva Zelanda  | 15  | 10  | 22  | 22  | 13  | 22  | 19  | 12  | 10  | 13  | 158    |
| 4   | Australia      | 12  | 10  | 13  | 19  | 19  | 17  | 15  | 10  | 12  | 7   | 134    |
| 5   | Argentina      | 10  | 19  | 12  | 13  | 10  | 5   | 8   | 15  | 15  | 12  | 119    |
| 6   | Estados Unidos | 17  | 12  | 10  | 10  | 15  | 12  | 12  | 7   | 5   | 17  | 117    |
| 7   | Kenia          | 5   | 15  | 10  | 12  | 10  | 1   | 10  | 22  | 10  | 3   | 98     |
| 8   | Inglaterra     | 19  | 7   | 15  | 10  | 1   | 5   | 13  | 5   | 7   | 10  | 92     |
| 9   | Samoa          | 10  | 3   | 8   | 7   | 3   | 13  | 5   | 13  | 22  | 5   | 89     |
| 10  | Escocia        | 7   | 8   | 7   | 5   | 5   | 10  | 7   | 8   | 8   | 22  | 87     |
| 11  | Francia        | 8   | 17  | 3   | 1   | 7   | 7   | 5   | 10  | 17  | 10  | 85     |
| 12  | Gales          | 5   | 5   | 1   | 3   | 8   | 10  | 10  | 2   | 2   | 8   | 54     |
| 13  | Canadá         | 3   | 5   | 5   | 8   | 2   | 8   | 2   | 1   | 1   | 5   | 40     |
| 14  | Rusia          | 1   | 2   | 2   | 2   | 5   | 3   | 3   | 3   | 5   | 2   | 28     |
| 15  | Japón          | 2   | -   | 5   | 1   | 12  | -   | -   | 1   | -   | -   | 21     |
| 16  | Portugal       | 1   | 1   | 1   | 5   | 1   | 2   | 1   | 5   | 3   | 1   | 21     |
| 17  | Brasil         | -   | -   | -   | -   | -   | 1   | -   | -   | 1   | 1   | 3      |
| 18  | Zimbabue       | -   | 1   | -   | -   | -   | -   | -   | -   | -   | -   | 1      |
| 18  | Corea del Sur  | -   | -   | -   | -   | -   | -   | 1   | -   | -   | -   | 1      |

- En amarillo: equipos invitados.
- En rosado: equipo descendido.

| Bandera de Fiyi |
| Campeón Fiyi    |
| Tercer título   |